# Mediação cultural
Mediação cultural é um dos conceitos fundamentais do desenvolvimento distintamente humano, de acordo com a teoria psicológica histórico-cultural introduzida por Lev Vygotsky e desenvolvida no trabalho de seus numerosos seguidores em todo o mundo.
A mediação cultural é um processo chave no desenvolvimento e na aprendizagem humana, ele busca elabor sobre como as ferramentas culturais de diferentes qualidades impulsionam esses processos e como as próprias ferramentas incorporam práticas socioculturais.